# Ла Кроче (Фиренца)
Ла Кроче је насеље у Италији у округу Фиренца, региону Тоскана.
Према процени из 2011. у насељу је живело 19 становника. Насеље се налази на надморској висини од 99 м.